# Triodontella eggeri
Triodontella eggeri är en skalbaggsart som beskrevs av Claudius Rey 1999. Triodontella eggeri ingår i släktet Triodontella och familjen Melolonthidae. Inga underarter finns listade i Catalogue of Life.